# 感染症流行対策イノベーション連合
感染症流行対策イノベーション連合（かんせんしょうりゅうこうたいさくイノベーションれんごう、英語: Coalition for Epidemic Preparedness Innovations、略称: CEPI）は、世界連携でワクチン開発を促進するため、2017年1月ダボス会議において発足した官民連携パートナーシップ。
日本、ノルウェー、ドイツ、英国、オーストラリア、カナダ、ベルギーに加え、ビル&メリンダ・ゲイツ財団、ウェルカム・トラストが拠出し、平時には需要の少ない、エボラ出血熱のような世界規模の流行を生じる恐れのある感染症に対するワクチンの開発を促進し、流行が生じる可能性が高い低中所得国においてもアクセスが可能となる価格でのワクチン供給を目的としている。

## COVID-19ワクチンの開発
新型コロナウイルス感染症に対するワクチン（COVID-19ワクチン）の開発においては、これまで以下の4者とのパートナーシップ締結を行っている。
- イノビオ・ファーマシューティカルズ（英語版）（米国）
- クイーンズランド大学（オーストラリア）
- モデルナ（米国）、アメリカ国立アレルギー・感染症研究所（NIAID）
- キュアバック（ドイツ語版、英語版）（ドイツ）

## 資金調達
2017年の発足時に、CEPIは創設者からの5年間の財政的な誓約を発表し、その額は4億6,000万米ドルに達し、日本（1億2,500万米ドル）、ノルウェー（1億2,000万米ドル）、ドイツ（1,000万米ドル）の政府主権政府からのものであった。 2017年だけで600万米ドル（後に9000万米ドルになった）、ゲイツ財団（1億米ドル）、ウェルカム・トラスト（1億米ドル）の世界的な財団からの資金提供があり、インドは資金面での関与を最終決定していたが、後にまもなく実施された。 最初の5年間（すなわち2022年1月まで）の運営に10億米ドルの資金調達目標が設定された。「ネイチャー」誌によると、調達した金額については、次のように述べている。「これは、潜在的な伝染病の脅威であるウイルスに対する史上最大のワクチン開発イニシアチブである」。
CEPIは、その資金調達構造の一環として、複数年にわたる主権者からの資金提供の約束を「前負荷（frontload）」するために「ワクチン債（vaccine bonds）」を利用してきた。2019年には、予防接種のための国際金融ファシリティ（The International Finance Facility for Immunisation, IFFIm）は、ワクチン同盟であるGAVIアライアンスを通じてノルウェーがCEPIへのコミットメントをフロントロードするために、6億ノルウェークローネのワクチン債を発行した。
2019年3月、欧州委員会はCEPIにEUの「Horizon 2020」プログラムへのアクセスと、より長期的な資金調達プログラムへのアクセスを認めた。CEPIノートのプレゼンテーションによると、EUの資金コミットメントは2億米ドルであり、これにシード額（ドイツの全額のコミットメントを含む）を加えると、7億4000万米ドルになる
。
2020年2月までに、CEPIはオーストラリア、ベルギー、カナダ、英国政府からの追加寄付を受け、総額7億6,000万米ドルを調達したとBloomberg Newsは報じている。CEPIは、ブティック型の研究開発企業と大手ワクチンメーカーを結びつけ、規制当局と協力して承認プロセスを合理化し、特許紛争をその場で解決することができる、とブルームバーグは報じている。CEPIの科学諮問委員会には、ファイザー、ジョンソン・エンド・ジョンソン、日本の武田薬品などの幹部が参加している。
2020年3月には、英国政府は、コロナウイルスのワクチンに特に焦点を当てるためにCEPIに2億1,000万ポンドの資金提供を約束した。英国はCEPIの最大の資金提供者になっている。
| 寄与者                    | カテゴリー   | 拠出額 100万米ドル |
| ------------------------- | ------------ | ------------------ |
| ノルウェー                | 共通プール   | 81.7               |
| ドイツ                    | 共通プール   | 39.3               |
| 日本                      | 共通プール   | 25.0               |
| ビル&メリンダ・ゲイツ財団 | 共通プール   | 20.0               |
| EC                        | Chik & RVF   | 18.4               |
| イギリス                  | 共通プール   | 13.0               |
| カナダ                    | 共通プール   | 7.5                |
| EC                        | エボラ出血熱 | 3.7                |
| バルカン社                | エボラ出血熱 | 2.5                |
| オーストラリア            | 共通プール   | 0.7                |
| ウェルカム・トラスト      | 共通プール   | 0.1                |
| 為替調整                  |              | -0.9               |
| 総額                      | 総額         | 211.0              |